# 레슬러 (2018년 영화)
《레슬러》는 2018년에 개봉한 대한민국의 영화이다.

## 줄거리
오래전, 잘나가는 국가대표였지만 지금은 동네 체육관에서 아줌마들에게 에어로빅을 가르치는 은퇴한 레슬러 귀보. 그의 오랜 소원은 딱 하나. 현역으로 뛰고있는 아들 성웅이 금메달리스트가 되는 것. 아들의 훈련에 모든걸 쏟아부고 있던 귀보의 일상에 세 가지 변화가 일어난다. 윗집에 사는 이웃집 소녀이자 성웅의 소꿉친구 가영이 그에게 엉뚱한 고백을 쏟아내기 시작했고 모친의 성화에 못이겨 나간 소개팅 자리에서 만난 여의사 도나는 막무가내로 대시를 하는게 아닌가. 게다가 아들은 무슨 일인지 국가대표 선발전이 코앞으로 다가왔는데 훈련을 안한다는 폭탄발언을 해버리고 말았다. 과연, 그는 소원대로 아들을 금메달리스트로 만들수 있을까?

## 캐스팅
- 유해진 : 강귀보 역
- 김민재 : 강성웅 역
- 이성경 : 가영 역
- 나문희 : 귀보 엄마 역
- 성동일 : 성수 역
- 진경 : 미라 역
- 황우슬혜 : 도나 역
- 김태훈 : 승혁 역
- 박규영 : 소영 역
- 이한서 : 지영 역
- 현봉식 : 성웅 코치 역
- 김강현 : 돌싱 역
- 이승혁 : 손치수 역
- 이예원 : 어린 가영 역
- 조연호 : 어린 성웅 역
- 정혜경 : 귀보 병실 환자 역
- 이수미 : 정육점 주인 역
- 이지하 : 담임선생님 역
- 양현민 : 전국체전 해설위원 역
- 정승호 : 전국체전 캐스터 역
- 한상철 : 레슬링 심판 1 역
- 김희원 : 레슬링 심판 2 역
- 김태윤 : 귀보체육관 남자 회원 역
- 명석근 : 귀보체육관 남자 회원 역
- 박성범 : 귀보체육관 남자 회원 역
- 송인섭 : 귀보체육관 남자 회원 역
- 임지형 : 귀보체육관 남자 회원 역
- 정회동 : 귀보체육관 남자 회원 역
- 진명용 : 귀보체육관 남자 회원 역
- 한도진 : 귀보체육관 남자 회원 역
- 김명희 : 귀보체육관 여자 회원 역
- 김인숙 : 귀보체육관 여자 회원 역
- 문광숙 : 귀보체육관 여자 회원 역
- 임원선 : 귀보체육관 여자 회원 역
- 한경미 : 귀보체육관 여자 회원 역
- 김진철 : 과거 귀보 선수 시절 역
- 브랜든 : 과거 귀보 상대 선수 역
- 이주한 : 손치수 코치 역
- 권현빈 : 가영 고백남 역
- 이윤호 : 마트 직원 역
- 박범건 : 헬스 트레이너 역
- 배수현 : 헬스 트레이너 역
- 고은결 : 놀이동산 손님 역
- 김민혜 : 놀이동산 손님 역
- 곽태준 : 놀이동산 손님 역
- 이미경 : 놀이동산 손님 역
- 이동건 : 놀이동산 손님 역
- 이배 : 중국인가이드 역
- 고수희 : 귀보체육관 회원 역 (우정출연)
- 오정세 : 도나 스토커 역 (우정출연)
- 최유화 : 엄혜정 역 (특별출연)

## 같이 보기
- 2018년 대한민국의 영화 목록